# Корнуолл, Леон
Леон Корнуолл (англ. Leon Cornwall; 14 января 1954, Сент-Джорджес) — гренадский коммунистический политик и военный, член ЦК Нового движения ДЖУЭЛ. Участник свержения Мориса Бишопа в октябре 1983 года, член Революционного военного совета. Осуждён по процессу Гренада 17, приговорён к смертной казни с заменой на пожизненное заключение. Освобождён в сентябре 2009.

## Радикальный коммунист
Родился в методистской семье. После средней школы поступил в педагогический колледж. Работал преподавателем.
С юности Леон Корнуолл придерживался коммунистических взглядов. Состоял в радикальной марксистско-ленинской группировке Организация революционного образования и освобождения (OREL). Политически ориентировался на лидеров OREL Бернарда Корда и Хадсона Остина.
Леон Корнуолл принадлежал к группе «12 апостолов» — первому составу Народно-освободительной армии Нового движения ДЖУЭЛ (NJM). Проходил военную подготовку в Гайане.

## Майор и посол
В ходе государственного переворота 13 марта 1979 Леон Корнуолл командовал одним из отрядов, атаковавших правительственные силы. Наряду с Хадсоном Остином и Бэйзилом Гахагэном, Корнуолл сыграл ключевую роль в военной стороне событий.
С приходом к власти Народно-революционного правительства (PRG) Мориса Бишопа 25-летний Леон Корнуолл получил воинское звание майора, был введён в состав ЦК Нового движения ДЖУЭЛ. Был заместителем министра по делам молодёжи. В 1982 направлен послом на Кубу — ключевая должность в дипломатическом аппарате PRG и NJM.
Корнуолл был сторонником жёсткого сталинистского курса, характерного для группы OREL. Поддерживал Бернарда Корда в противоречиях с Морисом Бишопом.

## Участник переворота
В сентябре 1983 Леон Корнуолл был отозван с Кубы и по предложению Корда назначен начальником политуправления Народно-революционной армии. Он участвовал в конфликтном заседании ЦК NJM 25 сентября 1983, где обозначился окончательный раскол партийного руководства на сторонников Бишопа и Корда.
Майор Корнуолл решительно поддержал смещение и арест Бишопа 12-13 октября 1983. Был автором соответствующих заявлений ЦК и командования PRA, объяснял ситуацию кубинскому посольству.
19 октября 1983 Леон Корнуолл находился в доме Бернарда Корда, когда толпа сторонников Бишопа освобождала его из-под ареста в соседнем здании. Пытался не допустить освобождения, загораживал ворота, обвинял Бишопа в «предательстве масс».
После того, как Бишоп был освобождён и его сторонники заняли армейскую штаб-квартиру Форт-Руперт, Леон Корнуолл был среди тех, кто принимал решение о силовом подавлении протестов. В результате Форт-Руперт был взят подразделением лейтенанта Каллистуса Бернарда. Морис Бишоп, Жаклин Крефт, Юнисон Уайтмен и несколько их ближайших сторонников расстреляны на месте, труппы сожжены.
Вечером 19 октября генерал Хадсон Остин распустил PRG и объявил о переходе власти к Революционному военному совету (RMC). Одним из 20 членом RMC стал майор Леон Корнуолл.

## Заключённый
Кровопролитие создало повод для вторжения США на Гренаду, начавшегося 25 октября 1983. Майор Корнуолл попытался скрыться, но был обнаружен вместе с генералом Остином и подполковником Лэйном (укрытие предоставляли граждане ГДР), взят в плен американцами и передан новым властям Гренады. Он предстал перед судом по обвинению в государственном перевороте и убийстве в Форт-Руперте.
В декабре 1986 был вынесен приговор по процессу Гренада 17. Четырнадцать подсудимых, в том числе Бернард Корд, Хадсон Остин, Каллистус Бернард, Селвин Стрэчан, Леон Корнуолл были приговорены к смертной казни. Около пяти лет они провели в жёстких условиях камеры смертников. В 1991 смертные приговоры были заменены на пожизненное заключение.
В тюрьме Леон Корнуолл вернулся в лоно методистской церкви. Вместе с Селвином Стрэчаном (бывший куратор партийной пропаганды NJM) пел в тюремном церковном хоре. Читал методистские проповеди другим заключённым. В 1997 получил степень бакалавра богословия Лондонского университета.

## Возвращение к преподаванию
Леон Корнуолл был освобождён 5 сентября 2009, после почти 26 лет заключения. В мае 2010 он вернулся в тюрьму Ричмонд Хилл, где недавно отбывал наказание — теперь в качестве вольнонаёмного работника-преподавателя.